# 珠海公交B10路线
珠海公交B10路线是广东省珠海市内的一条干线线路，由城轨珠海站至下栅检查站，运营方是珠海公交巴士有限公司。

## 简介
- 线路由城轨珠海站至下栅检查站，以26台广客GTZ6129BEVB运营。
- 本线路服务时间是城轨珠海站06:00-22:30，下栅检查站06:00-22:30。

## 历史
本线路开通于1991年，由拱北总站至珍珠乐园，并为第一条行驶板樟山隧道的公交线。1995年，线路延伸至下栅检查站，增加上栅、外沙、北山村、河头埔、六组5站。
1996年，本线路普通车票价调整为2元，并设票价3元的空调车。
2008年，本线路拱北站调整至拱北口岸北面。
2010年，首末站调整至拱北。10月1日，增停白埔路口、宝莱特科技站。
2012年12月31日，本线路延伸至城轨珠海站。
2014年2月5日，受施工影响，本线路往下栅检查站方向取消梅华东—水拥坑之间的站点，往城轨珠海站方向取消“契爷岭—梅华东之间的站点。同年10月1日，由于施工已完成，本线路恢复原线行驶。同年12月28日，因10F路开通，为合理分配资源，本线路减少10台车。
2017年11月25日，由于先前开通的10F路被Z77路替代，本线路增投6台车。。同年12月2日，取消水湾路南公交站。
2018年2月15日，“金鼎医院”站更名为“高新区人民医院”。同年4月10日，本线路在“美丽湾”与“银星花园”站之间增设“凤凰湾”站，“裕华公司”站更名为“港湾一号”。2018年11月18日，本线路票价调整为1元。
2019年7月27日，由于拱北口岸地下通道施工，受此影响，本线路往香洲方向临时取消停靠“拱北口岸”、“拱北”两站，临时增停“桂花南”、“炮台山东”两站，返程不变。同年8月29日，本线路服务时间调整为城轨珠海站06:00-22:30，下栅检查站06:00-22:30。。同年12月18日起，拱北口岸隧道恢复通车，但是原临时增停变为永久增停。
2023年12月30日，本线改编号为B10路，改经兴业快线北段（西线）运行。往城轨珠海站方向：由“下栅检查站”始发，行经“官塘”站后，调整行驶金凤路、香山路、兴业快线、迎宾北路、板樟山隧道、迎宾南路，接回“隧道南”站后按原线运行；返程同途。双向取消“宝莱特科技”至“柠溪”段区间沿线所有站点，双向增停“德豪润达”、“创新发展大厦”、“香山路中”、“香山路东”、“市民广场”、“南村东”、“公交新村”、“石竹苑”站。调整后，计划班次间隔为7-15分钟，并实施120分钟内持珠海通公交卡与其他常规线路或Z字头微公交线路换乘免费措施。
2024年2月7日，本线路改经金凤路、凤凰山隧道、健民路、梅华路运行。往“下栅检查站”方向：由“城轨珠海站”始发后，调整行驶昌盛路（拱北隧道）、水湾路、侨光路、迎宾南路，接回“华侨宾馆”站按原线行驶至“市民广场”站；后调整行驶梅华西路、健民路、金凤路、凤凰山隧道，接回“德豪润达”站按原线运行；返程同途。双向取消“香山路东”、“香山路中”、“创新发展大厦”站，双向增停“香山驿站”、“梅华中”、“香山湖公园”、“健民路北”、“东坑新村西”（新增设）、“东坑西”、“普陀寺”、“长南迳古道北”、“宁堂”、“北理工”站；往“下栅检查站”单向取消“桂花南”、“炮台山东”站，单向增停“拱北口岸”（南侧站）、“拱北”（东侧站）。

## 途经站点
| B10路 城轨珠海站 ←→ 下栅检查站 |                |          |
| 上行编號                       | 站名           | 下行编號 |
| 1                              | 城轨珠海站     | 33       |
| 2                              | 拱北口岸       | ↑        |
| 3                              | 拱北           | 32       |
| 4                              | 华侨宾馆       | 31       |
| 5                              | 摩尔广场       | 30       |
| 6                              | 隧道南         | 29       |
| 7                              | 石竹苑         | 28       |
| 8                              | 公交新村       | 27       |
| 9                              | 南村东         | 26       |
| 10                             | 市民广场       | 25       |
| ↓                              | 市民服务中心北 | 24       |
| 11                             | 香山驿站       | 23       |
| 12                             | 梅华中         | 22       |
| 13                             | 香山湖公园     | 21       |
| 14                             | 健民路北       | 20       |
| 15                             | 东坑新村西     | 19       |
| 16                             | 东坑西         | 18       |
| 17                             | 普陀寺         | 17       |
| 18                             | 长南迳古道北   | 16       |
| 19                             | 宁堂           | 15       |
| 20                             | 北理工         | 14       |
| 21                             | 德豪润达       | 13       |
| 22                             | 官塘           | 12       |
| 23                             | 下栅           | 11       |
| 24                             | 金鼎市场       | 10       |
| 25                             | 高新区人民医院 | 9        |
| 26                             | 金鼎           | 8        |
| 27                             | 上栅           | 7        |
| 28                             | 中珠桥         | 6        |
| 29                             | 外沙           | 5        |
| 30                             | 北山村         | 4        |
| 31                             | 威士茂北门     | 3        |
| 32                             | 河头埔         | 2        |
| 33                             | 下栅检查站     | 1        |